# Munidopsis gracilis
Munidopsis gracilis is een tienpotigensoort uit de familie van de Munidopsidae. De wetenschappelijke naam van de soort is voor het eerst geldig gepubliceerd in 2008 door Cubelio, Tsuchida & Watanabe.